# Comuna Hrîpivka, Horodnea
Hrîpivka (în ucraineană Хрипівка) este o comună în raionul Horodnea, regiunea Cernihiv, Ucraina, formată din satele Hrîpivka (reședința), Pivnivșciîna și Politrudnea.

## Demografie
Componența lingvistică a comunei Hrîpivka
     Ucraineană (94,69%)
     Rusă (4,42%)
     Alte limbi (0,8%)
Conform recensământului din 2001, majoritatea populației comunei Hrîpivka era vorbitoare de ucraineană (94,69%), existând în minoritate și vorbitori de rusă (4,42%).